# Любен Казаски
Любен Парашкевов Казаски е български революционер, деец на Вътрешната македоно-одринска революционна организация.

## Биография
Роден е в Търново. Започва да следва в университет и става революционер. Става член на ВМОРО и влиза в четата на Яне Сандански. Към октомври 1907 година Казаски е четник на Герасим Огнянов.
Казаски е четник в Партизански взвод № 15 от Македоно-одринското опълчение с войвода Тодор Добринович, а по-късно Пейо Яворов, с която влиза в Македония по време на Балканската война. Става помощник на войводата Яворов. Участва в Първата световна война като запасен поручик. За отличия и заслуги през втория и третия период на войната е награден с ордени „За военна заслуга“, V степен и „За храброст“, IV степен.
На 21 юли 1945 година Казаски влиза в ръководството на Илинденската организация като секретар заедно със Стефан Аврамов - председател, Милан Ангелов - подпредседател, Никола Константинов - касиер, секретаря Никола Паунчев, както и двамата съветници Божин Проданов и Тома Кърчов.
Любен Казаски публикува спомени за революционното движение.